# ゼファーミュージック
カール・ルグリ（フランス語: Karl Legris、2003年12月23日 - ）は、ゼファーミュージック（フランス語: ZephyrMusic）の名で知られるフランスの音楽家、俳優、シンガーソングライター、音楽プロデューサー。

## 来歴

### 生い立ち
2003年12月23日、フランスのノール県・モブージュに生まれる。彼の母親はセリーヌ・レグリ（フランス語: Céline Legris）スで、父親のエリック・レグリ（フランス語: Éric Legris）スはアスリートです。彼はアン・ゴドー小学校とジェシー・ド・フォレスト高校を卒業し、リール大学で医学を学びました。

### キャリア
2022年に彼は音楽家としてキャリアを始めました。彼は主にピアノのカバーをします。
2022年10月、彼は『どうぶつの森』ゲームの「The Roost」のカバーをリリースしました。
彼はケイティ・ペリーの「ファイアーワーク」、P!NKの「ジャスト・ギブ・ミー・ア・リーズン」、ジョン・レノンの「イマジン」、レナード・コーエンの「ハレルヤ」をカバーしました。彼はまた、任天堂のゲーム『どうぶつの森』と『ルイージマンション』から「The Roost」、「Gloomy Manor」、「Library Piano」を演奏しました。
2024年7月16日、ゼファーミュージックはファーストアルバム『Love n Covers』が2025年にリリースされると発表した。
2024年9月、オーストラリアン・シェパードのマーリンを亡くした後、彼はエド・シーランの「Photograph」という曲のピアノカバーとともに、マーリンの人生をたどるビデオと写真を編集したトリビュートビデオをリリースしました。

## 芸術性

### 音楽性
彼の影響は、アメリカのピアニスト、マーカス・ヴェルトリ、アメリカのバイオリニストのロブ・ランデス、ウクライナのバイオリニスト、カロリーナ・プロツェンコです。
彼は実際には明確な音楽ジャンルを持っていませんが、彼はロック、ジャズ、クラシック音楽を演奏することができます。彼のカバーは一般的にポップ・ミュージックです。

## 人物
身長183cm。母語のフランス語以外に、英語、イタリア語を話すことができる。ピアノは勿論、ギター、ヴァイオリン、ウクレレを演奏することもでき。

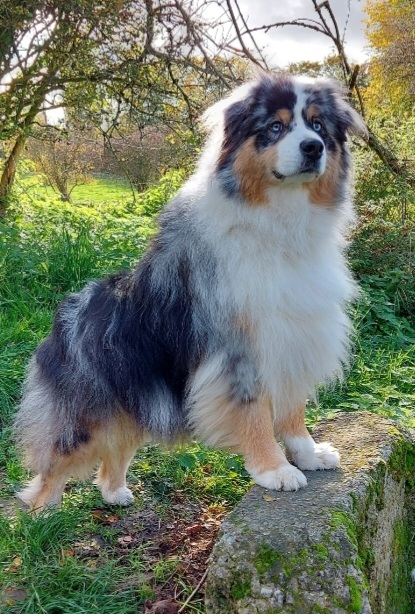
マーリン（2022年）

2024年9月に、彼のオーストラリアン・シェパード、マーリンが亡くなりました。

## ディスコグラフィー

### アルバム
- 『Love n Covers』（2025年）

### 作曲
- 「Broken Heart Song」（2022年）

### カバー
- 「The Last of Us 2 (Take on Me)」（2022年）
- 「The Roost」（2022年）
- 「Les Lacs du Connemara」（2022年）
- 「Les Démons de minuit」（2022年）
- 「Sous les Sunlights des Tropiques」（2022年）
- 「Mistral Gagnant」（2022年）